# Journal of Cancer Survivorship
Journal of Cancer Survivorship – Research and Practice, abgekürzt J. Cancer Surviv. - Res. Pract. ist eine wissenschaftliche Fachzeitschrift, die vom Springer-Verlag veröffentlicht wird. Die Zeitschrift erscheint derzeit mit sechs Ausgaben im Jahr. Es werden Arbeiten veröffentlicht, die sich mit Fragen des Überlebens von Krebserkrankungen beschäftigen.
Der Impact Factor lag im Jahr 2015 bei 3,478. Nach der Statistik des ISI Web of Knowledge wird das Journal mit diesem Impact Factor in der Kategorie Onkologie an 80. Stelle von 213 Zeitschriften geführt.